# Pseudonigrita cabanisi
Pseudonigrita cabanisi е вид птица от семейство Врабчови (Passeridae).

## Разпространение
Видът е разпространен в Етиопия, Кения, Сомалия и Танзания.